# Ronde van de Toekomst 2007
De Ronde van de Toekomst 2007 (Frans: Tour de l'Avenir 2007) werd gehouden van 6 tot en met 15 september in Frankrijk.

## Etappe-overzicht
| etappe | datum        | start                    | finish                | afstand    | winnaar            | klassementsleider |
| ------ | ------------ | ------------------------ | --------------------- | ---------- | ------------------ | ----------------- |
| 1e     | 6 september  | Belle-Île-en-Mer         | Belle-Île-en-Mer      | 148,5 km   | Stéphane Poulhiès  | Stéphane Poulhiès |
| 2e     | 7 september  | Quiberon                 | Saint-Jean-la-Poterie | 164,5 km   | Dario Cataldo      | Stéphane Poulhiès |
| 3e     | 8 september  | Pipriac                  | Cholet                | 138 km     | Kristof Vandewalle | Bauke Mollema     |
| 4e     | 9 september  | Cholet                   | Contres               | 211,5 km   | Martin Kohler      | Bauke Mollema     |
| 5e     | 10 september | Sassay                   | Sassay                | 24 km (it) | Rafaâ Chtioui      | Tony Martin       |
| 6e     | 11 september | Contres                  | Saint-Amand-Montrond  | 143,5 km   | José Herrada       | Tony Martin       |
| 7e     | 12 september | Cérilly                  | Super Besse           | 175 km     | Dario Cataldo      | Bauke Mollema     |
| 8e     | 13 september | Besse-et-Saint-Anastaise | Brioude               | 134 km     | Nicolas Hartmann   | Bauke Mollema     |
| 9e     | 14 september | Chomelix                 | Craponne-sur-Arzon    | 148 km     | Ivan Rovny         | Bauke Mollema     |
| 10e    | 15 september | Craponne-sur-Arzon       | Saint-Flour           | 148 km     | Oleg Oprisjko      | Bauke Mollema     |

## Eindklassementen

### Algemeen klassement
| rang | renner             | land             | tijd        |
| ---- | ------------------ | ---------------- | ----------- |
| 1    | Bauke Mollema      | Nederland        | 35u 14' 04" |
| 2    | Tony Martin        | Duitsland        | op 44"      |
| 3    | André Steensen     | Denemarken       | op 55"      |
| 4    | Simon Špilak       | Slovenië         | op 1' 09"   |
| 5    | Beñat Intxausti    | Spanje           | op 1' 32"   |
| 6    | Guillaume Levarlet | Frankrijk        | op 2' 58"   |
| 7    | Craig Lewis        | Verenigde Staten | op 3' 24"   |
| 8    | Kristof Vandewalle | België           | op 3' 45"   |
| 9    | Frederik Wilmann   | Noorwegen        | op 3' 48"   |
| 10   | Dario Cataldo      | Italië           | op 4' 37"   |

## Klassementsleiders per etappe
| Etappe    | Gele trui         | Groene trui       | Bolletjestrui     | Ploegenklassement |
| --------- | ----------------- | ----------------- | ----------------- | ----------------- |
| 1         | Stéphane Poulhies | Stéphane Poulhies | Stéphane Poulhies | Nederland         |
| 2         | Stéphane Poulhies | Dario Cataldo     | Marco Coledan     | Nederland         |
| 3         | Bauke Mollema     | Bauke Mollema     | Marco Coledan     | Denemarken        |
| 4         | Bauke Mollema     | Bauke Mollema     | Marco Coledan     | Denemarken        |
| 5         | Tony Martin       | Bauke Mollema     | Marco Coledan     | Denemarken        |
| 6         | Tony Martin       | Dario Cataldo     | Marco Coledan     | Denemarken        |
| 7         | Bauke Mollema     | Dario Cataldo     | Dario Cataldo     | Denemarken        |
| 8         | Bauke Mollema     | Dario Cataldo     | Dario Cataldo     | Denemarken        |
| 10        | Bauke Mollema     | Bauke Mollema     | Dario Cataldo     | Denemarken        |
| Eindstand | Bauke Mollema     | Dario Cataldo     | Dario Cataldo     | Denemarken        |

## Deelnemende ploegen
In totaal waren er 21 landenteams, bestaande uit 6 renners. Frankrijk was de enige ploeg met 2 ploegen; France A en France B.
| - Slovenië - Frankrijk A - Denemarken - Portugal - Rusland - Nederland - Duitsland - Italië - Letland - België - Kazachstan | - Spanje - Zwitserland - Litouwen - Verenigde Staten - Polen - Canada - Oekraïne - Frankrijk B - Gemixte ploeg - Noorwegen |